# استوديو غيبلي
استوديو غيبلي (باليابانية: 株式会社スタジオジブリ) هو استديو رسوم متحركة ياباني يقع في كوغانه، طوكيو. يتمتع بحضورٍ قويٍ في صناعة الرسوم المتحركة وقد وسع نشاطه ليشمل وسائل مختلفة مثل الموضوعات القصيرة والإعلانات التلفزيونية وفيلمين تلفزيونيين. وقد لاقى عملهم استحسانًا من الجمهور وحاز على العديد من الجوائز. رمزهم الأكثر شهرة، شخصية توتورو من فيلم جاري توتورو عام 1988، هي روح عملاقة مستوحاة من كلاب الراكون (تانوكي) والقطط (نيكو). من بين أعلى أفلام الاستوديو ربحًا الأميرة مونونوكي (1997)، والمخطوفة (2001)، وقلعة هاول المتحركة (2004)، وبونيو (2008)، والصبي والبلشون (2023). تأسس استوديو غيبلي في 15 يونيو 1985، على يد المخرجين هاياو ميازاكي وإيزاو تاكاهاتا والمنتج توشيو سوزوكي، بعد الاستحواذ على أصول توب كرافت [الإنجليزية].
أربعةٌ من أفلام الاستوديو من بين أعلى عشرة أفلام روائية يابانية ربحًا [الإنجليزية]؛ فيلم المخطوفة في المركز الثالث، بإيرادات بلغت 31.68 مليار ين في اليابان وأكثر من 380 مليون دولار أمريكي عالميًا. فازت ثلاثة من أفلامهم بجائزة «Animage Grand Prix»، وفاز أربعة منهم بجائزة الأكاديمية اليابانية للرسوم المتحركة لهذا العام [الإنجليزية]، ورُشِّحت سبعة أفلام لجوائز الأوسكار. فاز فيلم المخطوفة بجائزة الدب الذهبي لعام 2002 وجائزة الأوسكار لأفضل فيلم رسوم متحركة لعام 2003. فاز فيلم توشيو سوزوكي بجائزة غولدن غلوب لأفضل فيلم رسوم متحركة لعام 2024، وجائزة بافتا لأفضل فيلم رسوم متحركة [الإنجليزية]، وجائزة الأوسكار لأفضل فيلم رسوم متحركة لعام 2024.

## التسمية
اختار ميازاكي تسمية «Ghibli» من الكلمة الإيطالية «ghibli» (المستخدمة أيضًا بالإنجليزية)، وهو لقبُ طائرة الاستطلاع الصحراوية الإيطالية كابروني كا.309، والمشتق بدوره من طلينة الاسم العربي باللهجة الليبية لرياح الصحراء الحارة (قبلي qibliyy). اختار ميازاكي الاسم لشغفه بالطائرات، ولفكرة أن الاستوديو "سيُحدث نقلة نوعية في صناعة الأنمي". مع أن الكلمة الإيطالية تُنقحر بدقة أكبر "Giburi"‏ (ギブリ)، بصوت ج قوي [الإنجليزية]، إلا أنَّ اسم الاستوديو مكتوب باليابانية «Jiburi» (باليابانية: ジブリ).

## الأعمال
| #                | عنوان الفيلم                   | تاريخ العرض      | إخراج                | تقييم قاعدة بيانات الأفلام على الإنترنت | تقييم الطماطم الفاسدة | الميزانية (دولار أمريكي) | الربح (دولار أمريكي) |
| الأفلام الرئيسية | الأفلام الرئيسية               | الأفلام الرئيسية | الأفلام الرئيسية     | الأفلام الرئيسية                        | الأفلام الرئيسية      |                          |                      |
| ---------------- | ------------------------------ | ---------------- | -------------------- | --------------------------------------- | --------------------- | ------------------------ | -------------------- |
| 1                | قلعة في السماء                 | أغسطس 2, 1986    | هاياو ميازاكي        | 8.1                                     | 94%                   | -                        | -                    |
| 2                | قبر اليراعات                   | أبريل 16, 1988   | إيساو تاكاهاتا       | 8.4                                     | 96%                   | -                        | -                    |
| 3                | جاري توتورو                    | أبريل 16, 1988   | هاياو ميازاكي        | 8.2                                     | 90%                   | -                        | -                    |
| 4                | كيكي لخدمة التوصيل             | يوليو 29, 1989   | هاياو ميازاكي        | 7.8                                     | 100%                  | $6.9 مليون               | $18,172,849          |
| 5                | مطر الذكريات                   | يوليو 20, 1991   | إيساو تاكاهاتا       | 7.7                                     | -                     | -                        | -                    |
| 6                | بوركو روسو                     | يوليو 18, 1992   | هاياو ميازاكي        | 7.8                                     | 100%                  | -                        | -                    |
| 7                | أمواج المحيط                   | مايو 3, 1993     | تومومي موتشيزوكي     | 7.1                                     | -                     | -                        | -                    |
| 8                | حرب الراكون                    | يوليو 16, 1994   | إيساو تاكاهاتا       | 7.4                                     | 83%                   | -                        | $34,200,000          |
| 9                | همس القلب                      | يوليو 15, 1995   | يوشيفومي كوندو       | 7.9                                     | 89%                   | -                        | -                    |
| 10               | الأميرة مونونوكي               | يوليو 12, 1997   | هاياو ميازاكي        | 8.4                                     | 93%                   | $23.5 مليون              | $159,375,308         |
| 11               | جيراني من عائلة يامادا         | يوليو 17, 1999   | إيساو تاكاهاتا       | 7.4                                     | 67%                   | -                        | -                    |
| 12               | المخطوفة                       | يوليو 27, 2001   | هاياو ميازاكي        | 8.6                                     | 97%                   | $19 مليون                | $274,925,095         |
| 13               | عودة القط                      | يوليو 19, 2002   | هيرويوكي موريته      | 7.2                                     | 94%                   | -                        | $50,590,057          |
| 14               | قلعة هاول المتحركة             | نوفمبر 20, 2004  | هاياو ميازاكي        | 8.1                                     | 86%                   | $24 مليون                | $231,711,096         |
| 15               | حكايات من أراضي البحار         | يوليو 29, 2006   | غورو ميازاكي         | 6.5                                     | 42%                   | $22 مليون                | $68,673,565          |
| 16               | بونيو على جرف البحر            | يوليو 19, 2008   | هاياو ميازاكي        | 7.7                                     | 92%                   | $34 مليون                | $201,750,937         |
| 17               | آريتي المقترضة                 | يوليو 17, 2010   | هيروماسا يونيباياشي  | 7.7                                     | 94%                   | $23 مليون                | $145,570,827         |
| 18               | من أعلى تلة الخشخاش            | يوليو 16, 2011   | قورو ميازاكي         | 7.2                                     | -                     | -                        | $60,034,949          |
| 19               | مهب الريح                      | 2013             | هاياو ميازاكي        | -                                       | -                     | -                        | -                    |
| 20               | حكاية الاميرة كاغويا           | 2013             | هاياو ميازاكي        | -                                       | -                     | -                        | -                    |
| 21               | عندما كانت مارني هناك          | 2014             | هيروماسا يونيبايشي   | -                                       | -                     | -                        | -                    |
| 22               | السلحفاة الحمراء               | 2016             | ميخائيل دودوك دي فيت | 7.5                                     | 92%                   | $10 مليون                |                      |
| 23               | إيرويغ والساحرة                | 2020             | غورو ميازاكي         | 4.7                                     | 28%                   |                          |                      |
| 24               | كبف تعيش؟ (الصبي ومالك الحزين) | 2023             | هاياو ميازاكي        |                                         | 97%                   |                          | $15.45               |

### أفلام قصيرة
- أون يور مارك
- جاري توتورو
- جيبليات 2
- جيبليات
- مطاردة الحوت
- آلات طيران خيالية
- يوم الخروج الكبير من كورو
- ليلة تانياماغاهارا
- عنكبوت الماء مونمون
- البحث عن منزل
- يوم حصاد كوكب
- اليرقة بورو

### ألعاب الفيديو
- العالم الآخر (بالإنجليزية: The Another World)‏

## وصلات خارجية
- الموقع الرسمي
- استوديو غيبلي على موقع IMDb (الإنجليزية)
- استوديو غيبلي على موقع الموسوعة البريطانية (الإنجليزية)
- استوديو غيبلي على موقع ANN company (الإنجليزية)